# Чернево (Львовская область)
Чернево (укр. Черневе) — село в Мостисской городской общине Яворовского района Львовской области Украины.
Население по переписи 2001 года составляло 1091 человек. Занимает площадь 1,585 км². Почтовый индекс — 81312. Телефонный код — 3234.